# 長泰公主
長泰公主（15世纪1478年后—1487年），明朝公主，明憲宗第五女。
生年当不早于1478年，成化二十三年（1487年）去世，被追封为公主。弘治五年时，明孝宗第六妹去世，明孝宗追封其为仙游公主，并按照長泰公主标准行葬礼。